# The Midnight Ride of Paul Revere
The Midnight Ride of Paul Revere è un cortometraggio muto del 1914 diretto da Charles Brabin.

## Produzione
Il film fu prodotto dalla Edison Company.

## Distribuzione
Distribuito dalla General Film Company, il film - un cortometraggio in due bobine - uscì nelle sale cinematografiche degli Stati Uniti il 30 ottobre 1914.